# ATP German Open 1999 - Qualificazioni doppio
Le qualificazioni del doppio  dell'ATP German Open 1999 sono state un torneo di tennis preliminare per accedere alla fase finale della manifestazione. I vincitori dell'ultimo turno sono entrati di diritto nel tabellone principale. In caso di ritiro di uno o più giocatori aventi diritto a questi sono subentrati i lucky loser, ossia i giocatori che hanno perso nell'ultimo turno ma che avevano una classifica più alta rispetto agli altri partecipanti che avevano comunque perso nel turno finale.
Le qualificazioni del doppio del torneo ATP German Open 1999 prevedevano 8 coppie partecipanti di cui 2 sono entrate nel tabellone principale.

## Teste di serie
1. Tuomas Ketola /  Aleksandar Kitinov (Qualificati)
2. Tom Kempers /  Sjeng Schalken (ultimo turno)

1. Álex López Morón /  Davide Sanguinetti (Qualificati)
2. Andrej Čerkasov /  Petr Luxa (ultimo turno)

## Qualificati
1. Tuomas Ketola  /   Aleksandar Kitinov

1. Álex López Morón  /   Davide Sanguinetti

## Tabellone

### Legenda
| - Q = Qualificato - WC = Wild card - LL = Lucky loser | - ALT = Alternate - SE = Special Exempt - PR = Protected Ranking | - w/o = Walkover - r = Ritirato - d = Squalificato |

### Sezione 1
|  | Primo turno | Primo turno                       | Primo turno                       | Primo turno | Primo turno |  |  | Ultimo turno | Ultimo turno                     | Ultimo turno                     | Ultimo turno | Ultimo turno |  |
|  |             |                                   |                                   |             |             |  |  |              |                                  |                                  |              |              |  |
|  | 1           | Tuomas Ketola Aleksandar Kitinov  | Tuomas Ketola Aleksandar Kitinov  | 6           | 6           |  |  |              |                                  |                                  |              |              |  |
|  |             | Philipp Hammer Florian Merkel     | Philipp Hammer Florian Merkel     | 2           | 2           |  |  | 1            | Tuomas Ketola Aleksandar Kitinov | Tuomas Ketola Aleksandar Kitinov | 7            | 6            |  |
|  | 4           | Andrej Čerkasov Petr Luxa         | Andrej Čerkasov Petr Luxa         | 6           | 6           |  |  | 4            | Andrej Čerkasov Petr Luxa        | Andrej Čerkasov Petr Luxa        | 6            | 2            |  |
|  |             | Richard Fromberg Fernando Vicente | Richard Fromberg Fernando Vicente | 4           | 1           |  |  |              |                                  |                                  |              |              |  |

### Sezione 2
|  | Primo turno | Primo turno                         | Primo turno                         | Primo turno | Primo turno |  |  | Ultimo turno | Ultimo turno                        | Ultimo turno                        | Ultimo turno | Ultimo turno |  |
|  |             |                                     |                                     |             |             |  |  |              |                                     |                                     |              |              |  |
|  | 2           | Tom Kempers Sjeng Schalken          | Tom Kempers Sjeng Schalken          | 6           | 7           |  |  |              |                                     |                                     |              |              |  |
|  |             | Dirk Grambow Florian Kunth          | Dirk Grambow Florian Kunth          | 2           | 6           |  |  | 2            | Tom Kempers Sjeng Schalken          | Tom Kempers Sjeng Schalken          | 4            | 3            |  |
|  | 3           | Álex López Morón Davide Sanguinetti | Álex López Morón Davide Sanguinetti | 6           | 6           |  |  | 3            | Álex López Morón Davide Sanguinetti | Álex López Morón Davide Sanguinetti | 6            | 6            |  |
|  |             | George Bastl Andrea Gaudenzi        | George Bastl Andrea Gaudenzi        | 2           | 1           |  |  |              |                                     |                                     |              |              |  |